# Gazipaşa
Gazipaşa là một huyện thuộc tỉnh Antalya, Thổ Nhĩ Kỳ. Huyện có diện tích 921 km² và dân số thời điểm năm 2007 là 47699 người, mật độ 52 người/km².